# Alfshögs församling
Alfshögs församling var en församling i Falkenbergs kommun i Hallands län, i Göteborgs stift. Församlingen uppgick 2006 i Vessige församling.
Församlingskyrka var Alfshögs kyrka.

## Administrativ historik
Församlingen har medeltida ursprung.
Församlingen var till 1962 annexförsamling i pastoratet Ljungby och Alfshög, som mellan 1830 och 1847 även omfattade Sibbarps församling och Dagsås församling. Från 1962 till 2006 annexförsamling i pastoratet Vessige, Askome, Alfshög, Okome, Svartrå och Köinge.  Församlingen uppgick 2006 i Vessige församling.
Församlingskoden var 138212.